# 칼 키넌 세이퍼트
칼 키넌 세이퍼트(영어: Carl Keenan Seyfert, 1911년 2월 11일 ~ 1960년 6월 13일)는 미국의 천문학자이다. 1943년 일부 나선은하의 중심에서 매우 밝은 들뜬방출선이 관측됨을 연구한 논문으로 가장 잘 알려져 있으며, 그런 종류의 은하들은 그의 이름을 기려서 세이퍼트 은하라고 명명되었다.
오하이오주 클리블랜드 시에서 나서 자랐다. 1929년 하버드 대학교에 입학해 학사학위를 받고 1933년 석사학위를, 1936년 천문학 철학박사 학위를 받았다. 학위논문은 〈외부은하 연구〉(Studies of the External Galaxies)였으며 지도교수는 할로 섀플리였다.
1936년 텍사스에 새로 지어진 맥도널드 천문대의 직원으로 취직하였다. 1940년까지 맥도널드에서 대니얼 M. 포퍼와 함께 어두운 B형 별의 성질을 연구하면서 동시에 나선은하의 색에 관한 독자적 연구도 계속하였다.
1940년 세이퍼트는 국립연구평의회 회원으로서 윌슨 산 천문대로 옮겨갔다. 윌슨 산에서 1942년까지 재직하면서 오늘날 세이퍼트 은하라고 불리는 활동은하들을 연구했다. 1942년 고향 클리블랜드로 돌아가 케이스 공과대학에서 군 인사들에게 항법을 가르치고 비밀 군사 연구에 참여하였다. 동시에 케이스 공과대학의 워너 앤 스와세이 천문대에서 천문학 연구도 계속하였다.
1946년 세이퍼트는 테네시주 내쉬빌의 밴더빌트 대학교 교수가 되었다. 당시 밴더빌트 대학교의 천문학 전공은 왜소한 편이었고, 구경 150 mm의 굴절 망원경 한 대가 장비된 작은 천문대밖에 없었다. 세이퍼트는 부지런히 뛰어다녀 천문학 전공을 발전시키고 새 천문대 건설을 위한 기금을 모았다. 몇 년 만에 내쉬빌 지역사회의 도움을 받아 1953년 12월에 610 mm 반사 망원경을 갖춘 다이어 천문대가 완공되어 개장될 수 있었다. 세이퍼트는 새로 만들어진 천문대의 대장이 되었고, 죽을 때까지 다이어 천문대 대장으로 재직했다. 또한 1950년대 내쉬빌의 NBC 제휴 지방방송국인 WSM-TV의 기상통보관으로도 일했다.
세이퍼트는 1960년 6월 13일 내쉬빌에서 자동차 사고로 사망했다. 다이어 천문대 근교의 주택가는 세이퍼트를 기려서 "칼 세이퍼트 기념도로"라고 명명되었다.

## 같이 보기
- 활동은하핵